# Roast
Um roast é um evento de comédia onde um indivíduo é alvo de piadas, insultos, elogios e histórias — tanto verdadeiras quanto falsas — sobre si, normalmente encontrado em programas de TV dos Estados Unidos. É uma espécie de homenagem bem humorada feita a partir de "tiração de sarro", de modo que as piadas, embora muitas vezes pareçam ofensivas, não são levadas a sério. Ser convidado para um roast é visto como algo honroso, uma vez que o indivíduo fica cercado por amigos, fãs e pessoas que lhe querem bem. No Brasil este gênero foi popularizado principalmente em apresentações em shoppings e casa de shows, e ainda com advento da internet por meio de portais de vídeo como Youtube, no qual ficou conhecido pelo nome de "Fritada", desenvolvido pelos humoristas de stand-up comedy Danilo Gentili e Diogo Portugal.